# سمفونی مونودی
سمفونی مونودی توسط آهنگساز ایرانی سید مهدی حسینی در بین سال‌های ۲۰۰۴ و ۲۰۰۵ میلادی برای ارکستر سمفونی ساخته شده‌است. این سمفونی توسط آهنگساز به فرهاد فخرالدینی تقدیم شده‌است. اولین اجرای این اثر در سال ۲۰۰۷ میلادی توسط ارکستر سمفونی آکادمی دولتی سن پترزبورگ روسیه، به رهبری دانیال بلک رهبر ارکستر امریکایی اجرا و ضبط گردیده‌است.
سمفونی شمارهٔ یک بر اساس قطعهٔ خسرو و شیرین (سنگین سماع) موسیقی لرستان ساخته شده‌است. این یک سمفونی یک موومانی با طرح سونات سیکلیک است. توجه بر لزوم ایدهٔ هویت برای موومان‌های متفاوت، به لحاظ فرم یک موومانی به گونه‌ای است که با عوامل ساختاری درونی خود طراحی شده‌است، که کامل‌کننده کلیت عمومی ساختاری سیکل سمفونیک می‌شود.
سمفونی با یک صدا آغاز و با یک صدا به اتمام می‌رسد که این خود تداعی کنندهٔ کاراکتر تک محوری و یکصدایی موسیقی شرق است. تم خسرو و شیرین که بر گرفته از اجرای سرنای شاه‌میرزا مرادی است، توسط حسینی آوانویسی شده‌است. در شروع کار به صورت یکصدایی است. بعد سریع با واریاسیونهای مختلف و به صورت ساختاری پلی مقامی و تغییرات ناشی از هته روفونی و واخوان، موجب گسترش اکسپوزیسون و خاتمه آن می‌شود.
بکارگیری فرمهای چند صدایی رایج در موسیقی فرهنگ‌های غیر غربی و تکیه بر ضرورت هویت و اصالت و شکل تک‌تمی سمفونی از نکات قابل توجه در این سمفونی است که خود گواهی بر ضرورت توجه بر کاراکتر موسیقی ایرانی است.